# اجاتا بوزيك
اجاتا بوزيك (بالبولندية: Agata Buzek) (و. 1976 – م) هي ممثلة، وعارضة من بولندا .

## التعليم
تعلمت في Aleksander Zelwerowicz National Academy of Dramatic Art ‏

## جوائز
حصلت على جوائز منها:
- جائزة شوتينغ ستارز (2010).

## روابط خارجية
- اجاتا بوزيك على موقع IMDb (الإنجليزية)
- اجاتا بوزيك على موقع قاعدة بيانات الأفلام العربية
- اجاتا بوزيك على موقع ألو سيني (الفرنسية)
- اجاتا بوزيك على موقع تيرنر كلاسيك موفيز (الإنجليزية)
- اجاتا بوزيك على موقع أول موفي (الإنجليزية)
- اجاتا بوزيك على موقع قاعدة بيانات الأفلام السويدية (السويدية)
- اجاتا بوزيك على موقع قاعدة بيانات الفيلم (الإنجليزية)
- اجاتا بوزيك على موقع كينوبويسك (الروسية)